# Jennifer Schrems
Jennifer Schrems (* 21. April 1983 in Nürnberg) ist eine deutsche Radiomoderatorin und Werbesprecherin.

## Leben
Nach dem Abitur am Gymnasium Stein studierte sie zunächst Lehramt. Anschließend absolvierte sie beim Funkhaus Nürnberg das Volontariat. Sie moderierte mehrere Jahre beim Nürnberger Lokalsender Radio Gong.
2008 wechselte sie zu Bayerns größtem privaten Rundfunksender Antenne Bayern. Seither moderiert sie dort vornehmlich an den Wochenenden und an den Abenden. Des Öfteren ist sie dort auch als Wettermoderatorin zu hören.
Jennifer Schrems ist Mutter von drei Söhnen.

## Persönliches
Im Sommer 2011 wurde sie auf der Erlanger Bergkirchweih Opfer von K.-o.-Tropfen in Form von heimlich in ein Getränk gemischten Opiaten. SternTV berichtete im Februar 2012 darüber. Sie war hierbei auch selber Studiogast.